# Sixtus van Bourbon-Parma

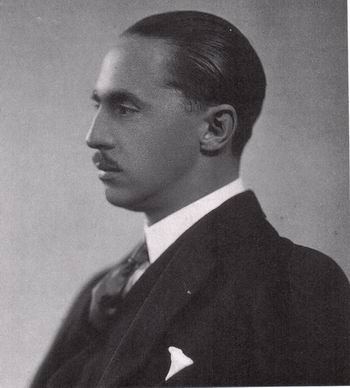
Sixtus van Bourbon-Parma

Sixtus Ferdinand Maria Ignatius Alfons Robert Michael Frans Karel Lodewijk Xavier Jozef Anton Pius Thaddeus Johan Sebastiaan Paul Blasius Stanislaus Benedictus Bernard Marcus van Bourbon-Parma (Wartegg, 1 augustus 1886 – Parijs, 14 maart 1934) was een militair in het Belgische leger en de naamgever van de Sixtus-affaire. Hij was het veertiende kind en de vijfde zoon van hertog Robert I van Parma.
Sixtus zat op het jezuïetencollege Stella Matutina te Feldkirch en studeerde daarna rechten te Parijs. Hij schreef zijn doctoraatsthesis met de titel La traité d'Utrecht et les lois fondamentales du royaume waarin hij poogde aan te tonen dat alle leden van de Frans Bourbontak de Franse nationaliteit bezitten.
Bij het uitbreken van de Eerste Wereldoorlog meldde hij zich samen met zijn jongere broer Xavier aan bij het Franse leger, maar zij konden als buitenlandse prinsen niet worden toegelaten. De broers werden in het Belgische leger wel toegelaten en brachten het in de oorlog tot kapitein bij de artillerie. De Oostenrijkse keizer Karel I, die was gehuwd met hun zuster Zita, trachtte via de broers in contact te treden met de Franse president Raymond Poincaré.
Sixtus reisde met zijn broer in maart 1917 met valse passen via Zwitserland naar Oostenrijk. Daar werd in bijzijn van de keizer en premier Ottokar Czernin twee brieven aan Poincaré opgesteld (de zogenaamde Sixtus-brieven) die tot vredesonderhandelingen met Frankrijk zouden moeten leiden. In deze brieven beloofde Karel dat Oostenrijk er alles zou doen om de Franse aanspraken op Elzas-Lotharingen te steunen - een gebied dat zijn bondgenoot de Duitse keizer Wilhelm II in geen geval wilde afstaan. Het plan mislukte en in het voorjaar van 1918 publiceerde de Franse premier Georges Clemenceau de brieven teneinde verdeeldheid te zaaien in het vijandelijke kamp. Dit schandaal, dat in niet geringe mate heeft bijgedragen aan de val van de Habsburgse monarchie, staan bekend als de Sixtus-affaire.
Na de oorlog zond ex-keizerin Zita Sixtus eropuit naar de voormalige Oostenrijkse landen om te peilen hoe groot de kans op herstel van de monarchie was. In Hongarije - waar dit geheel niet ondenkbaar was - werd hij echter als een buitenlandse bemoeial gezien en deed zodoende de Habsburgse zaak meer kwaad dan goed.
Sixtus trouwde in 1919 met Edwige de La Rochefoucauld (1896-1986) met wie hij in 1922 een dochter Isabelle kreeg.
Na de Eerste Wereldoorlog vestigde hij zich in Frankrijk waarna hij vooral wetenschappelijke expedities ondernam naar met name Tsjaad. Hij stierf op 14 maart 1934 te Parijs als gevolg van een daarbij opgelopen ziekte.
Sixtus van Bourbon-Parma is begraven in 'la Chapelle Neuve' in de kerk van de Priorij van Souvigny.

## Kwartierstaat
| Karel II van Bourbon-Parma (1799-1883) | Karel II van Bourbon-Parma (1799-1883) | Karel II van Bourbon-Parma (1799-1883) | Karel II van Bourbon-Parma (1799-1883) | Karel II van Bourbon-Parma (1799-1883)  | Karel II van Bourbon-Parma (1799-1883)  | Maria Theresia van Sardinië (1803-1879) | Maria Theresia van Sardinië (1803-1879) | Maria Theresia van Sardinië (1803-1879) | Maria Theresia van Sardinië (1803-1879) | Maria Theresia van Sardinië (1803-1879) | Maria Theresia van Sardinië (1803-1879) |                                        |                                        | Karel Ferdinand van Berry (1778−1820)  | Karel Ferdinand van Berry (1778−1820)  | Karel Ferdinand van Berry (1778−1820)  | Karel Ferdinand van Berry (1778−1820)  | Karel Ferdinand van Berry (1778−1820)  | Karel Ferdinand van Berry (1778−1820)  | Maria Carolina van Bourbon-Sicilië (1798−1870) | Maria Carolina van Bourbon-Sicilië (1798−1870) | Maria Carolina van Bourbon-Sicilië (1798−1870) | Maria Carolina van Bourbon-Sicilië (1798−1870) | Maria Carolina van Bourbon-Sicilië (1798−1870) | Maria Carolina van Bourbon-Sicilië (1798−1870) |                                     |                                     | Johan VI van Portugal (1767-1826)   | Johan VI van Portugal (1767-1826)   | Johan VI van Portugal (1767-1826) | Johan VI van Portugal (1767-1826) | Johan VI van Portugal (1767-1826)  | Johan VI van Portugal (1767-1826)  | Charlotte Joachime van Bourbon (1775-1830) | Charlotte Joachime van Bourbon (1775-1830) | Charlotte Joachime van Bourbon (1775-1830) | Charlotte Joachime van Bourbon (1775-1830) | Charlotte Joachime van Bourbon (1775-1830) | Charlotte Joachime van Bourbon (1775-1830) |                                        |                                        | Constantijn van Löwenstein-Wertheim-Rosenberg (1802–1838) | Constantijn van Löwenstein-Wertheim-Rosenberg (1802–1838) | Constantijn van Löwenstein-Wertheim-Rosenberg (1802–1838) | Constantijn van Löwenstein-Wertheim-Rosenberg (1802–1838) | Constantijn van Löwenstein-Wertheim-Rosenberg (1802–1838) | Constantijn van Löwenstein-Wertheim-Rosenberg (1802–1838) | Maria Agnes Henriette van Hohenlohe-Langenburg (1804–1835)     | Maria Agnes Henriette van Hohenlohe-Langenburg (1804–1835)     | Maria Agnes Henriette van Hohenlohe-Langenburg (1804–1835)     | Maria Agnes Henriette van Hohenlohe-Langenburg (1804–1835)     | Maria Agnes Henriette van Hohenlohe-Langenburg (1804–1835)     | Maria Agnes Henriette van Hohenlohe-Langenburg (1804–1835)     |  |  |  |  |  |  |  |  |  |  |  |  |  |  |  |  |  |  |  |  |  |  |  |  |  |  |  |  |  |  |  |  |  |  |  |  |  |  |  |  |  |  |  |  |  |  |  |  |
| Karel II van Bourbon-Parma (1799-1883) | Karel II van Bourbon-Parma (1799-1883) | Karel II van Bourbon-Parma (1799-1883) | Karel II van Bourbon-Parma (1799-1883) | Karel II van Bourbon-Parma (1799-1883)  | Karel II van Bourbon-Parma (1799-1883)  | Maria Theresia van Sardinië (1803-1879) | Maria Theresia van Sardinië (1803-1879) | Maria Theresia van Sardinië (1803-1879) | Maria Theresia van Sardinië (1803-1879) | Maria Theresia van Sardinië (1803-1879) | Maria Theresia van Sardinië (1803-1879) |                                        |                                        | Karel Ferdinand van Berry (1778−1820)  | Karel Ferdinand van Berry (1778−1820)  | Karel Ferdinand van Berry (1778−1820)  | Karel Ferdinand van Berry (1778−1820)  | Karel Ferdinand van Berry (1778−1820)  | Karel Ferdinand van Berry (1778−1820)  | Maria Carolina van Bourbon-Sicilië (1798−1870) | Maria Carolina van Bourbon-Sicilië (1798−1870) | Maria Carolina van Bourbon-Sicilië (1798−1870) | Maria Carolina van Bourbon-Sicilië (1798−1870) | Maria Carolina van Bourbon-Sicilië (1798−1870) | Maria Carolina van Bourbon-Sicilië (1798−1870) |                                     |                                     | Johan VI van Portugal (1767-1826)   | Johan VI van Portugal (1767-1826)   | Johan VI van Portugal (1767-1826) | Johan VI van Portugal (1767-1826) | Johan VI van Portugal (1767-1826)  | Johan VI van Portugal (1767-1826)  | Charlotte Joachime van Bourbon (1775-1830) | Charlotte Joachime van Bourbon (1775-1830) | Charlotte Joachime van Bourbon (1775-1830) | Charlotte Joachime van Bourbon (1775-1830) | Charlotte Joachime van Bourbon (1775-1830) | Charlotte Joachime van Bourbon (1775-1830) |                                        |                                        | Constantijn van Löwenstein-Wertheim-Rosenberg (1802–1838) | Constantijn van Löwenstein-Wertheim-Rosenberg (1802–1838) | Constantijn van Löwenstein-Wertheim-Rosenberg (1802–1838) | Constantijn van Löwenstein-Wertheim-Rosenberg (1802–1838) | Constantijn van Löwenstein-Wertheim-Rosenberg (1802–1838) | Constantijn van Löwenstein-Wertheim-Rosenberg (1802–1838) | Maria Agnes Henriette van Hohenlohe-Langenburg (1804–1835)     | Maria Agnes Henriette van Hohenlohe-Langenburg (1804–1835)     | Maria Agnes Henriette van Hohenlohe-Langenburg (1804–1835)     | Maria Agnes Henriette van Hohenlohe-Langenburg (1804–1835)     | Maria Agnes Henriette van Hohenlohe-Langenburg (1804–1835)     | Maria Agnes Henriette van Hohenlohe-Langenburg (1804–1835)     |  |  |  |  |  |  |  |  |  |  |  |  |  |  |  |  |  |  |  |  |  |  |  |  |  |  |  |  |  |  |  |  |  |  |  |  |  |  |  |  |  |  |  |  |  |  |  |  |
|                                        |                                        |                                        |                                        |                                         |                                         |                                         |                                         |                                         |                                         |                                         |                                         |                                        |                                        |                                        |                                        |                                        |                                        |                                        |                                        |                                                |                                                |                                                |                                                |                                                |                                                |                                     |                                     |                                     |                                     |                                   |                                   |                                    |                                    |                                            |                                            |                                            |                                            |                                            |                                            |                                        |                                        |                                                           |                                                           |                                                           |                                                           |                                                           |                                                           |                                                                |                                                                |                                                                |                                                                |                                                                |                                                                |  |  |  |  |  |  |  |  |  |  |  |  |  |  |  |  |  |  |  |  |  |  |  |  |  |  |  |  |  |  |  |  |  |  |  |  |  |  |  |  |  |  |  |  |  |  |  |  |
|                                        |                                        |                                        |                                        | Karel III van Bourbon-Parma (1823-1854) | Karel III van Bourbon-Parma (1823-1854) | Karel III van Bourbon-Parma (1823-1854) | Karel III van Bourbon-Parma (1823-1854) | Karel III van Bourbon-Parma (1823-1854) | Karel III van Bourbon-Parma (1823-1854) |                                         |                                         |                                        |                                        |                                        |                                        | Louise Maria van Frankrijk (1819-1864) | Louise Maria van Frankrijk (1819-1864) | Louise Maria van Frankrijk (1819-1864) | Louise Maria van Frankrijk (1819-1864) | Louise Maria van Frankrijk (1819-1864)         | Louise Maria van Frankrijk (1819-1864)         |                                                |                                                |                                                |                                                |                                     |                                     |                                     |                                     |                                   |                                   | Michaël I van Portugal (1802-1866) | Michaël I van Portugal (1802-1866) | Michaël I van Portugal (1802-1866)         | Michaël I van Portugal (1802-1866)         | Michaël I van Portugal (1802-1866)         | Michaël I van Portugal (1802-1866)         |                                            |                                            |                                        |                                        |                                                           |                                                           | Adelheid van Löwenstein- Wertheim-Rosenberg (1831-1909)   | Adelheid van Löwenstein- Wertheim-Rosenberg (1831-1909)   | Adelheid van Löwenstein- Wertheim-Rosenberg (1831-1909)   | Adelheid van Löwenstein- Wertheim-Rosenberg (1831-1909)   | Adelheid van Löwenstein- Wertheim-Rosenberg (1831-1909)        | Adelheid van Löwenstein- Wertheim-Rosenberg (1831-1909)        |                                                                |                                                                |                                                                |                                                                |  |  |  |  |  |  |  |  |  |  |  |  |  |  |  |  |  |  |  |  |  |  |  |  |  |  |  |  |  |  |  |  |  |  |  |  |  |  |  |  |  |  |  |  |  |  |  |  |
|                                        |                                        |                                        |                                        | Karel III van Bourbon-Parma (1823-1854) | Karel III van Bourbon-Parma (1823-1854) | Karel III van Bourbon-Parma (1823-1854) | Karel III van Bourbon-Parma (1823-1854) | Karel III van Bourbon-Parma (1823-1854) | Karel III van Bourbon-Parma (1823-1854) |                                         |                                         |                                        |                                        |                                        |                                        | Louise Maria van Frankrijk (1819-1864) | Louise Maria van Frankrijk (1819-1864) | Louise Maria van Frankrijk (1819-1864) | Louise Maria van Frankrijk (1819-1864) | Louise Maria van Frankrijk (1819-1864)         | Louise Maria van Frankrijk (1819-1864)         |                                                |                                                |                                                |                                                |                                     |                                     |                                     |                                     |                                   |                                   | Michaël I van Portugal (1802-1866) | Michaël I van Portugal (1802-1866) | Michaël I van Portugal (1802-1866)         | Michaël I van Portugal (1802-1866)         | Michaël I van Portugal (1802-1866)         | Michaël I van Portugal (1802-1866)         |                                            |                                            |                                        |                                        |                                                           |                                                           | Adelheid van Löwenstein- Wertheim-Rosenberg (1831-1909)   | Adelheid van Löwenstein- Wertheim-Rosenberg (1831-1909)   | Adelheid van Löwenstein- Wertheim-Rosenberg (1831-1909)   | Adelheid van Löwenstein- Wertheim-Rosenberg (1831-1909)   | Adelheid van Löwenstein- Wertheim-Rosenberg (1831-1909)        | Adelheid van Löwenstein- Wertheim-Rosenberg (1831-1909)        |                                                                |                                                                |                                                                |                                                                |  |  |  |  |  |  |  |  |  |  |  |  |  |  |  |  |  |  |  |  |  |  |  |  |  |  |  |  |  |  |  |  |  |  |  |  |  |  |  |  |  |  |  |  |  |  |  |  |
|                                        |                                        |                                        |                                        |                                         |                                         |                                         |                                         |                                         |                                         | Robert I van Bourbon-Parma (1848-1907)  | Robert I van Bourbon-Parma (1848-1907)  | Robert I van Bourbon-Parma (1848-1907) | Robert I van Bourbon-Parma (1848-1907) | Robert I van Bourbon-Parma (1848-1907) | Robert I van Bourbon-Parma (1848-1907) |                                        |                                        |                                        |                                        |                                                |                                                |                                                |                                                |                                                |                                                |                                     |                                     |                                     |                                     |                                   |                                   |                                    |                                    |                                            |                                            |                                            |                                            | Maria Antonia van Bragança (1862-1959)     | Maria Antonia van Bragança (1862-1959)     | Maria Antonia van Bragança (1862-1959) | Maria Antonia van Bragança (1862-1959) | Maria Antonia van Bragança (1862-1959)                    | Maria Antonia van Bragança (1862-1959)                    |                                                           |                                                           |                                                           |                                                           |                                                                |                                                                |                                                                |                                                                |                                                                |                                                                |  |  |  |  |  |  |  |  |  |  |  |  |  |  |  |  |  |  |  |  |  |  |  |  |  |  |  |  |  |  |  |  |  |  |  |  |  |  |  |  |  |  |  |  |  |  |  |  |
|                                        |                                        |                                        |                                        |                                         |                                         |                                         |                                         |                                         |                                         | Robert I van Bourbon-Parma (1848-1907)  | Robert I van Bourbon-Parma (1848-1907)  | Robert I van Bourbon-Parma (1848-1907) | Robert I van Bourbon-Parma (1848-1907) | Robert I van Bourbon-Parma (1848-1907) | Robert I van Bourbon-Parma (1848-1907) |                                        |                                        |                                        |                                        |                                                |                                                |                                                |                                                |                                                |                                                |                                     |                                     |                                     |                                     |                                   |                                   |                                    |                                    |                                            |                                            |                                            |                                            | Maria Antonia van Bragança (1862-1959)     | Maria Antonia van Bragança (1862-1959)     | Maria Antonia van Bragança (1862-1959) | Maria Antonia van Bragança (1862-1959) | Maria Antonia van Bragança (1862-1959)                    | Maria Antonia van Bragança (1862-1959)                    |                                                           |                                                           |                                                           |                                                           |                                                                |                                                                |                                                                |                                                                |                                                                |                                                                |  |  |  |  |  |  |  |  |  |  |  |  |  |  |  |  |  |  |  |  |  |  |  |  |  |  |  |  |  |  |  |  |  |  |  |  |  |  |  |  |  |  |  |  |  |  |  |  |
|                                        |                                        |                                        |                                        |                                         |                                         |                                         |                                         |                                         |                                         |                                         |                                         |                                        |                                        |                                        |                                        |                                        |                                        |                                        |                                        |                                                |                                                |                                                |                                                |                                                |                                                |                                     |                                     |                                     |                                     |                                   |                                   |                                    |                                    |                                            |                                            |                                            |                                            |                                            |                                            |                                        |                                        |                                                           |                                                           |                                                           |                                                           |                                                           |                                                           |                                                                |                                                                |                                                                |                                                                |                                                                |                                                                |  |  |  |  |  |  |  |  |  |  |  |  |  |  |  |  |  |  |  |  |  |  |  |  |  |  |  |  |  |  |  |  |  |  |  |  |  |  |  |  |  |  |  |  |  |  |  |  |
|                                        |                                        |                                        |                                        |                                         |                                         |                                         |                                         |                                         |                                         |                                         |                                         |                                        |                                        |                                        |                                        |                                        |                                        |                                        |                                        |                                                |                                                |                                                |                                                |                                                |                                                |                                     |                                     |                                     |                                     |                                   |                                   |                                    |                                    |                                            |                                            |                                            |                                            |                                            |                                            |                                        |                                        |                                                           |                                                           |                                                           |                                                           |                                                           |                                                           |                                                                |                                                                |                                                                |                                                                |                                                                |                                                                |  |  |  |  |  |  |  |  |  |  |  |  |  |  |  |  |  |  |  |  |  |  |  |  |  |  |  |  |  |  |  |  |  |  |  |  |  |  |  |  |  |  |  |  |  |  |  |  |
| Sixtus van Bourbon-Parma (1886-1934)   | Sixtus van Bourbon-Parma (1886-1934)   | Sixtus van Bourbon-Parma (1886-1934)   | Sixtus van Bourbon-Parma (1886-1934)   | Sixtus van Bourbon-Parma (1886-1934)    | Sixtus van Bourbon-Parma (1886-1934)    |                                         |                                         | Xavier van Bourbon-Parma (1889-1977)    | Xavier van Bourbon-Parma (1889-1977)    | Xavier van Bourbon-Parma (1889-1977)    | Xavier van Bourbon-Parma (1889-1977)    | Xavier van Bourbon-Parma (1889-1977)   | Xavier van Bourbon-Parma (1889-1977)   |                                        |                                        | Zita van Bourbon-Parma (1892-1989)     | Zita van Bourbon-Parma (1892-1989)     | Zita van Bourbon-Parma (1892-1989)     | Zita van Bourbon-Parma (1892-1989)     | Zita van Bourbon-Parma (1892-1989)             | Zita van Bourbon-Parma (1892-1989)             |                                                |                                                | Felix van Bourbon-Parma (1893-1970)            | Felix van Bourbon-Parma (1893-1970)            | Felix van Bourbon-Parma (1893-1970) | Felix van Bourbon-Parma (1893-1970) | Felix van Bourbon-Parma (1893-1970) | Felix van Bourbon-Parma (1893-1970) |                                   |                                   | René van Bourbon-Parma (1894-1962) | René van Bourbon-Parma (1894-1962) | René van Bourbon-Parma (1894-1962)         | René van Bourbon-Parma (1894-1962)         | René van Bourbon-Parma (1894-1962)         | René van Bourbon-Parma (1894-1962)         |                                            |                                            | Lodewijk van Bourbon-Parma (1899-1967) | Lodewijk van Bourbon-Parma (1899-1967) | Lodewijk van Bourbon-Parma (1899-1967)                    | Lodewijk van Bourbon-Parma (1899-1967)                    | Lodewijk van Bourbon-Parma (1899-1967)                    | Lodewijk van Bourbon-Parma (1899-1967)                    |                                                           |                                                           | ... + 5 zusters en 1 broer (en 10 halfzusters en 4 halfbroers) | ... + 5 zusters en 1 broer (en 10 halfzusters en 4 halfbroers) | ... + 5 zusters en 1 broer (en 10 halfzusters en 4 halfbroers) | ... + 5 zusters en 1 broer (en 10 halfzusters en 4 halfbroers) | ... + 5 zusters en 1 broer (en 10 halfzusters en 4 halfbroers) | ... + 5 zusters en 1 broer (en 10 halfzusters en 4 halfbroers) |  |  |  |  |  |  |  |  |  |  |  |  |  |  |  |  |  |  |  |  |  |  |  |  |  |  |  |  |  |  |  |  |  |  |  |  |  |  |  |  |  |  |  |  |  |  |  |  |